# Ulrich Güntzer

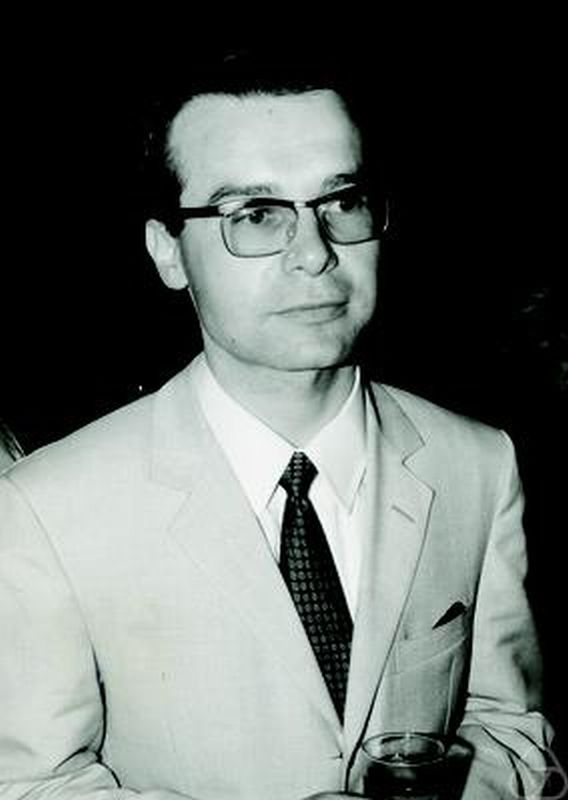
Ulrich Güntzer

Ulrich Güntzer (* 14. Februar 1941 in Trier) ist ein deutscher Informatiker und Mathematiker.
Güntzer wurde 1966 bei Reinhold Remmert an der Universität Göttingen promoviert (Laurent-Reihen über vollständigen filtrierten Ringen).  1970 habilitierte er sich. Er lehrte und forschte an der University of Notre Dame, der Universität Münster, der University of Maryland, der Universität Bochum und der FU Berlin und war bis zur Emeritierung Professor an der Universität Tübingen.
Als Informatiker befasste er sich besonders mit Datenbanken. Er ist Ko-Autor einer Monographie über Geometrie und Analysis über nichtarchimedischen Räumen.
Er war Mitglied der mathematischen Kommission der Heidelberger Akademie der Wissenschaften.
1969 bis 1974 war er Chefredakteur des Zentralblatts für Mathematik/Mathematical Abstracts. 1978 bis 1999 war er Mitherausgeber der Acta Informatica.

## Schriften (Auswahl)
- mit  Siegfried Bosch, Reinhold Remmert: Non-Archimedean analysis : a systematic approach to rigid analytic geometry, Grundlehren der mathematischen Wissenschaften 261, Springer 1984
- mit G. Jüttner: Methoden der Künstlichen Intelligenz für Information Retrieval, 1988